# Містеріум. Мисливці на фазанів
«Містеріум. Мисливці на фазанів» (дан. Fasandræberne) — данський фільм 2014 року, режисера Міккель Ньорко (дан. Mikkel Nørgaard). Фільм заснований на романі Юссі Адлер-Олсена. Це другий фільм із серії «Відділ Q». Перший фільм — «Містеріум. Початок» 2013 року, наступний — «Містеріум. Темрява в пляшці» 2016 року.

## Сюжет
Після першої розкритої архівної справи детектив Карл Мерк і його напарник Асад отримують популярність. До Карлу звертається полісмен у відставці з проханням зайнятися вбивством його дітей, яке відбулося двадцять років тому. Карл спочатку відмовляє йому, але змінює своє рішення після того, як на наступний день полісмен вчиняє самогубство. З документів справи випливає, що вбивцею двох підлітків виявився їх одноліток на ім'я Б'ярне, який отримав порівняно невеликий п'ятирічний термін.
Карл і Асад зацікавилися тим, що Б'ярне зміг дозволити собі дуже дорогого адвоката і після звільнення з в'язниці стрімко розбагатів. Вивчаючи коло знайомств Б'ярне, його адвоката і жертв, детективи виходять на слід цілої групи випускників престижної приватної школи, які протягом двадцяти років, заради розваги, займаються побиттям, зґвалтуваннями та вбивствами.

## У ролях
| Актор               | Роль                |
| ------------------- | ------------------- |
| Ніколай Лі Кос      | Карл Мерк           |
| Фарес Фарес         | Асад                |
| Йоханна Луїза Шмідт | Роуз                |
| Сьорен Пільмарк     | Маркус Якобсен      |
| Пілу Асбек          | Дітлев Прам         |
| Марко Ільсьо        | молодий Дітлев Прам |
| Давид Денсік        | Ульрик              |
| Даніца Чурчич       | Кіммі               |
| Сара-Софі Буссніна  | молода Кіммі        |
| Мортен Кірсков      | Ларс Бьорн          |
| Біате Біле          | Тельма Прам         |
| Едам Іль Роведер    | молодий Б'ярне      |